# Diccionario de Autoridades

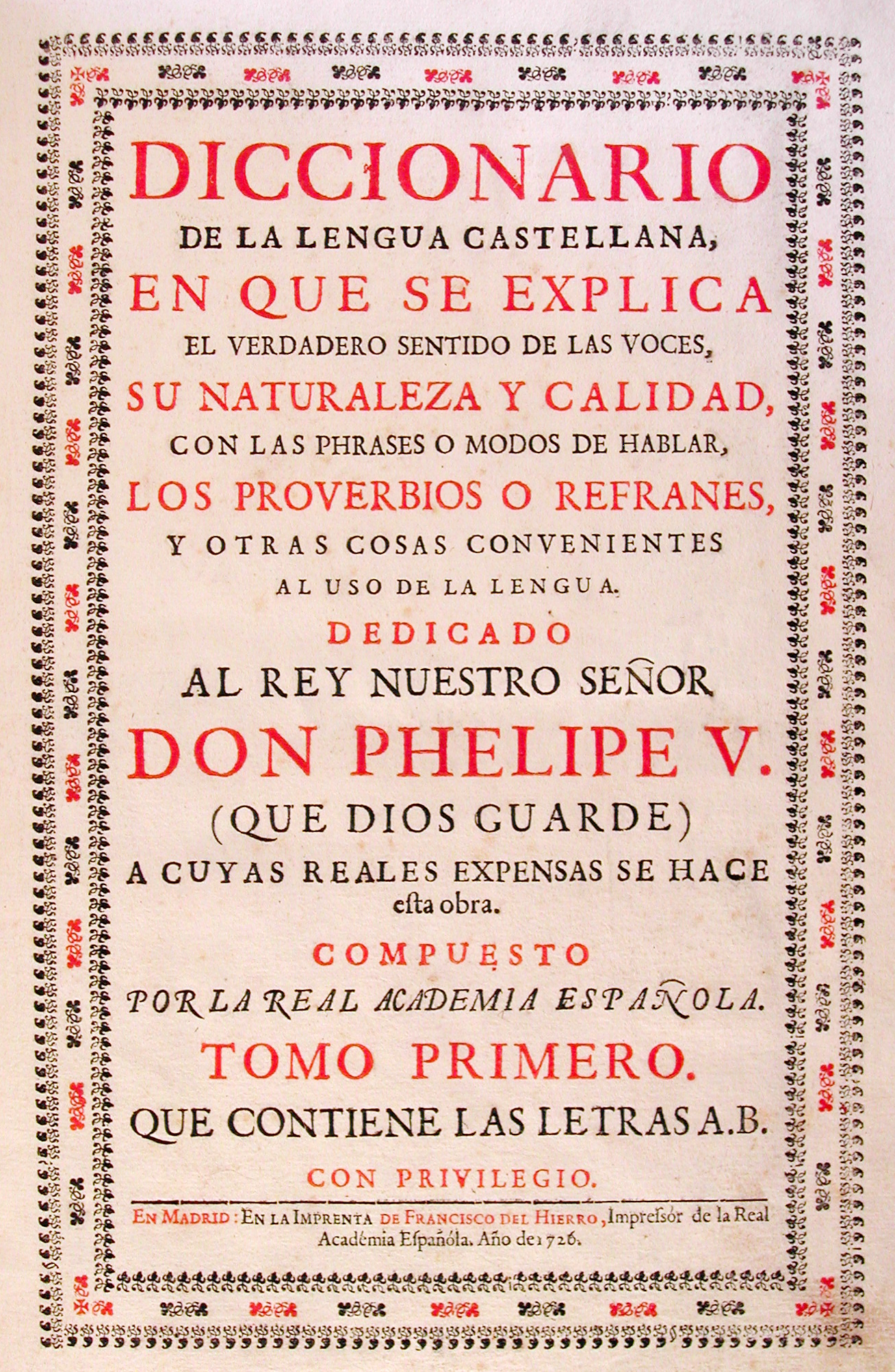
Titel der ersten Auflage (1726)

Der Diccionario de Autoridades war das erste Wörterbuch, das die Königlich Spanische Akademie herausgab. Bereits dreizehn Jahre nach der Gründung dieser sprachnormierenden Institution (1713) erschien es ab 1726.

## Aufbau des Wörterbuchs
Im Vorwort wurden die lexikografischen Kriterien erläutert, denen die Akademie bei ihrer Arbeit folgte, und das Motto dafür genannt: „reinigt, legt fest und verleiht Glanz“ (limpia, fija y da esplendor). Es bezieht sich auf die Aufgabe, der sich die ersten Akademie-Mitglieder verpflichtet fühlten: die Reinheit des Spanischen sicherzustellen. Sie glaubten, dass die spanische Sprache ihren Höhepunkt mit den maßgebenden Schriftstellern (autoridades) des Goldenen Zeitalters erreicht habe; korrumpiert worden sei sie seither durch den Lauf der Zeit und den schlechten Gebrauch, nicht zuletzt in Form der mit Argwohn betrachteten zunehmenden Verwendung französischer Fremdwörter – was besonders gegen die nach Frankreich orientierten Spanier (afrancesados) zielte.
Das Wörterbuch trägt den Begriff autoridades im Titel, weil in den Artikeln Zitate von Schriftstellern die jeweiligen Definitionen als Beispiele belegen und untermauern. Um die Rechtschreibung, ortografía festzulegen, untersuchte die Akademie die Sprachgeschichte eines Stichworts. Da die meisten spanischen Wörter aus dem Lateinischen stammen, lebten so einige lateinische Schreibweisen wieder auf. Zum Beispiel wurde das ct eingeführt – etwa in doctor statt dotor, was die allgemeine Schreibweise im Spanien der Renaissance-Zeit gewesen war. Diese Regelungen stellte ein Anhang zur Rechtschreibung (Orthographia, 1741) zusammenfassend dar; einige der damals festgelegten Regeln sind noch heute gültig, wie etwa in der Rechtschreibung von b gegenüber v oder von c und z. Auch wurde das diakritische Zeichen Cédille (verwendet in  Ç und ç) abgeschafft.

## Bibliografie desDiccionario de Autoridades
Der Diccionario de Autoridades erschien in 6 Bänden zwischen 1726 und 1739:
- Band 1 (1726): Wörterbuch der kastilischen Sprache, in dem der wahre Sinn der Wörter, ihre Natur und Qualität erläutert wird, mit Sätzen oder Sprechweisen, den Sprichwörtern oder Redewendungen und anderen zum Gebrauch der Sprache nützlichen Dingen […] Zusammengestellt von der Königlich Spanischen Akademie. Erster Band, der die Buchstaben A und B enthält. Madrid. Gedruckt von Francisco del Hierro. 1726.[3]
- Band 2 (1729) enthält den Buchstaben C, gedruckt von Francisco del Hierro.
- Band 3 (1732) enthält die Buchstaben D–F, gedruckt für die Königlich Spanische Akademie von der Witwe Francisco del Hierros.
- Band 4 (1734) enthält die Buchstaben G–N, gedruckt für die Königlich Spanische Akademie von den Erben Francisco del Hierros.
- Band 5 (1737) enthält die Buchstaben O–R, gedruckt für die Königlich Spanische Akademie von den Erben Francisco del Hierros.
- Band 6 (1739) enthält die Buchstaben S–Z, gedruckt für die Königlich Spanische Akademie von den Erben Francisco del Hierros.

Das heutzutage wichtigste Wörterbuch der spanischen Sprache, der Diccionario de la lengua española de la Real Academia Española, ist zunächst als einbändige Ausgabe des Diccionario de Autoridades entstanden. Der Diccionario de Autoridades selbst ist seit 1793 nicht mehr aktualisiert worden.